# 胰岛素
胰島素
是一種由胰臟分泌的胜肽蛋白質激素，可以增強糖原的合成。胰島素可以促進肝臟細胞和肌肉細胞將葡萄糖轉化為糖原，胰島素的降低會導致肝臟細胞將糖原轉化為葡萄糖，並釋放葡萄糖到血液中。這一性质是其被用於在臨床上治療糖尿病患者高血糖的原因。胰岛素亦可以增強脂肪酸的酯化作用：促進脂肪細胞將脂肪酸酯合成為脂肪。
胰島素應用於臨床數十年，從抗原性較強的第一代動物胰島素到基因重組。但餐前需要等待30分鐘的第二代人胰島素，再發展到現在可以很好模擬生理性人胰島素分泌模式的胰島素類似物。目前更好的模擬正常人體生理降糖模式的胰島素是第三代胰島素——胰島素類似物。其化學式为 C257H383N65O77S6。

## 组成与結構

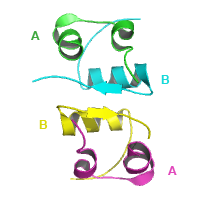
猪胰島素三维结构，图中显示的是胰岛素同源二聚体的晶体结构

不同種族哺乳動物（人、牛、羊、豬等）的胰島素分子的氨基酸序列和结构稍有差異，其中猪胰岛素与人的最为接近，左圖中為猪胰島素三维結構。
胰島素由A、B兩条肽链組成，人胰島素的A鏈有11種21個氨基酸，B鏈有15種30個氨基酸，共26種51個氨基酸組成。其中A7（Cys）-B7（Cys）、A20（Cys）-B19（Cys）四個半胱氨酸中的巰基形成兩個二硫鍵，使A、B兩鏈連接起來。此外A鏈中A6（Cys）與A11（Cys）之間也存在一個二硫鍵。

## 發現与鉴定

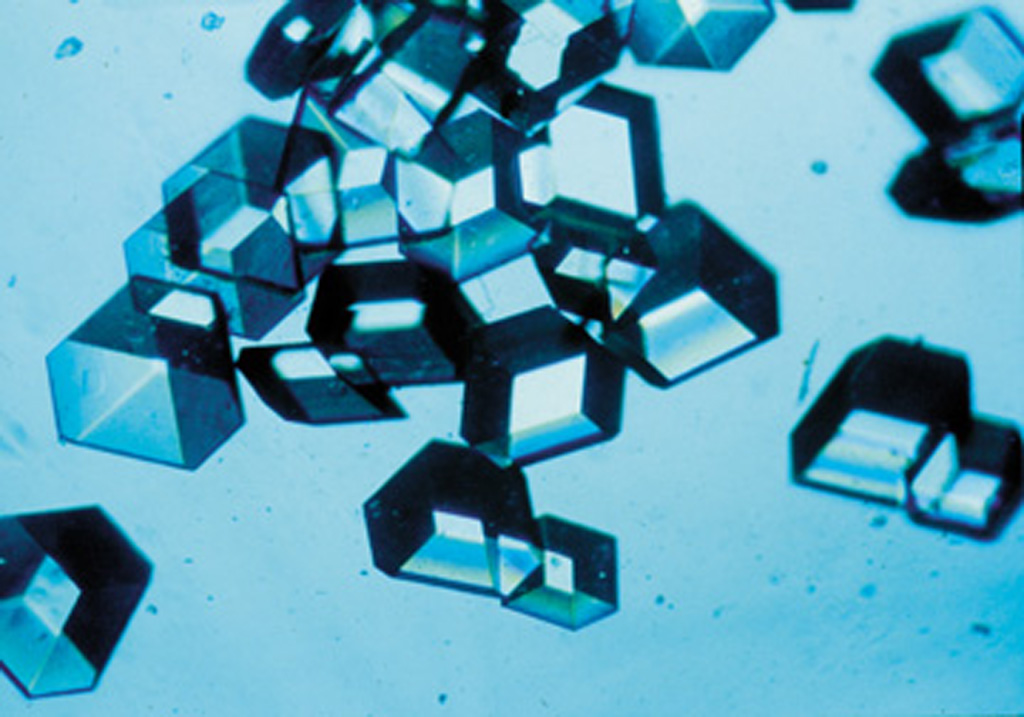
胰岛素晶体

1869年保罗·兰格尔翰斯首次在显微镜下观察到胰岛，随后爱杜亚·拉基氏（Edouard Laguesse）提出胰岛可以分泌某种物质，可能与消化相关。
1889年奥斯卡·闵考斯基和约瑟夫·冯·梅林（Joseph von Mering）在狗的胰脏移除实验中发现，其尿液中存在糖分，从而首次将胰脏与糖尿病联系在一起。
1901年尤金·奥培（Eugene Opie）提出糖尿病是由于胰岛部分或全部损坏所导致的。
1921年弗雷德里克·班廷与约翰·麦克劳德（John Macleod）合作首次自狗的胰腺中提取出胰岛素，并成功地应用于临床治疗，两人也因为发现胰岛素而获得了1923年的诺贝尔生理学与医学奖。
1955年弗雷德里克·桑格首次闡明了胰島素分子的氨基酸序列（即一級結構），其本人也因此获得了1958年的诺贝尔化学奖。
1965年，在王應睞的领导下，中國科學家邹承鲁、杜雨苍、汪猷、邢其毅、钮经义、龚岳亭等人最早成功合成胰島素。
1969年多萝西·霍奇金博士用X射线晶体学方法首次成功解析了胰岛素的晶体结构。
1971年和1972年多名中国科学家在北京共同解析了胰岛素的2.5埃和1.8埃分辨率的晶体结构，其中后者被霍奇金博士称为是当时最为精确的胰岛素结构。

### 第一代胰岛素——动物胰岛素
1921年弗雷德里克·班廷（Frederick Banting）与约翰·麦克劳德（John Macleod）合作首次成功提取到了胰岛素，不同种族哺乳動物（人、牛、羊、豬等）的胰島素分子的氨基酸序列和结构稍有差异，其中猪胰岛素与人的最为接近。动物胰岛素是最早应用于糖尿病治疗的胰岛素注射制剂，一般是猪胰岛素，猪胰岛素与人胰岛素存在1至4个氨基酸的不同，因此容易发生免疫反应，注射部位皮下脂肪萎缩或增生，胰岛素过敏反应，并且由于其免疫原性高，容易反复发生高血糖和低血糖，容易出现胰岛素耐药。

### 第二代胰岛素——人胰岛素
20世纪80年代，人们通过基因工程（重组DNA）制造出高纯度的合成人胰岛素，其结构和人体自身分泌的胰岛素一样。
对比动物胰岛素，人胰岛素较少发生过敏反应或者胰岛素抵抗，所以皮下脂肪萎缩的现象也随之减少；由于人胰岛素抗体少，所以注射量比动物胰岛素平均减少30%；人胰岛素的稳定性高于动物胰岛素，常温25℃左右常温可保存人胰岛素4周。
在起效时间、峰值时间、作用持续时间上不能模拟生理性人胰岛素分泌模式。需在餐前30分钟注射、有较高的夜间低血糖风险。

### 第三代胰岛素——胰岛素类似物
20世纪90年代末，在对人胰岛素结构和成分的深入研究中发现，对肽链进行修饰：利用基因工程技术，改变胰岛素肽链上某些部位的氨基酸组合；改变等电点；增加六聚体强度；以钴离子替代锌离子；在分子中增加脂肪酸链，加大与白蛋白的结合，均有可能改变其理化和生物学特征，从而可研制出更适合人体生理需要的胰岛素类似物（insulin similitude）。胰岛素类似物可紧临餐使用，也称为餐时胰岛素或速效胰岛素。
胰岛素类似物优势包括：
- 更好的模拟生理性人胰岛素分泌模式
- 更低的夜间低血糖风险[14]
- 更有效的控制体重
- 注射无需等待30分钟
- 每日一次注射长效胰岛素类似物即可

## 代謝
胰島素是由胰島β細胞受內源性或外源性物質如葡萄糖、乳糖、核糖、精氨酸、胰高血糖素等的刺激而分泌的一種蛋白質激素。先分泌的是由84個氨基酸组成的長鏈多肽—胰島素原（Proinsulin），經專一性蛋白酶——胰岛素原转化酶（PC1和PC2）和羧肽脢E的作用，将胰島素原中间部分（C鏈）切下，而胰島素原的羧基端部分（A链）和氨基端部分（B链）通过二硫键结合在一起形成胰島素。
成熟的胰岛素储存在胰岛β細胞内的分泌囊泡中，以与锌离子配位的六聚体方式存在。在外界刺激下胰岛素随分泌囊泡释放至血液中，并发挥其生理作用。
胰岛素的分泌分成两部分，一部分帮助维持空腹血糖正常而分泌的胰岛素，称为基础胰岛素，别一部分则是为了降低餐后血糖升高、维持餐后血糖正常而分泌的胰岛素，称为餐时胰岛素。餐时胰岛素的早时相分泌控制了餐后血糖升高的幅度和持续时间，其主要的作用是抑制肝脏内源性葡萄糖的生成。通过该作用机制，血糖在任何时间均被控制在接近空腹状态的水平;餐后血糖的峰值在7.0 mmol/L以下，并且血糖水平高于5.5 mmol/L的时间不超过30分钟。
1型糖尿病患者在确诊糖尿病之前，大部分患者胰岛β细胞发生自體免疫性破坏，导致餐时和基础胰岛素分泌均减少。2型糖尿病患者胰岛β细胞功能异常进展缓慢，常常表现为外周胰岛素抵抗，但是也同时存在胰岛素一相分泌减少，因而可以出现空腹血糖正常而餐后血糖升高的情况。最终，餐后血糖水平可达到非糖尿病的生理状态时的4倍，并且在进餐后血糖升高持续数小时，以至于在下一餐前仍然显著升高。
目前弥补餐时胰岛素分泌不足的胰岛素制剂有诺和灵N，胰岛素类似物制剂有诺和锐等。基础胰岛素是胰岛细胞24小时持续脉冲式分泌的胰岛素，主要用于维持空腹血糖水平的正常。
美国糖尿病学会（ADA）与欧洲糖尿病学会（EASD）指南均建议，在生活方式干预和口服糖尿病治疗后，如果血糖控制仍不满意，应尽早开始胰岛素治疗，且首选基础胰岛素与口服降糖药合用。若此疗法仍不能控制血糖，根据该指南的治疗线路图，建议在此基础上在就餐时再加用速效胰岛素。目前用于弥补基础胰岛素不足的制剂主要有基础胰岛素类似物地特胰岛素等。
胰岛素由胰岛素降解酶（Insulin Degrading Enzyme, IDE）降解。胰淀素和β淀粉样多肽也是IDE的底物。
经过大量的临床医学以及科学研究，胰岛素的淀粉样纤维化与II型糖尿病密切相关。

## 作用

### 整体代谢水平上的作用
- 促進細胞膜上的葡萄糖載體將葡萄糖轉運入細胞，从而控制葡萄糖进入肌肉和脂肪组织
- 通过控制氨基酸的吸收来增强DNA复制和蛋白质合成。
- 通过变构作用调控多种酶的活性。

### 细胞中的作用

胰岛素在细胞中的作用

- 增强糖原的合成：胰岛素可以促进肝脏细胞和肌肉细胞将葡萄糖转化为糖原，胰岛素水平的降低将会导致肝脏细胞将糖原转化为葡萄糖，并释放葡萄糖到血液中。胰岛素的这一作用是其被用于在临床上治疗糖尿病患者的高血糖水平的原因。
- 增强脂肪酸的合成：胰岛素可以促进细胞从血液中摄入脂分子，并将其转化为三酸甘油脂。
- 增强脂肪酸的酯化作用：促进脂肪细胞将脂肪酸酯合成为脂肪。
- 降低蛋白降解。
- 降低脂肪降解。
- 降低葡萄糖的合成。
- 增加氨基酸的摄入。
- 增加钾元素的摄入。
- 动脉肌肉张力调控：胰岛素可以促进动脉壁肌肉放松，增加血液流速，特别是在微动脉中。

## 常见种类
按照化学结构和来源：动物胰岛素、人胰岛素、胰岛素类似物。人胰岛素如诺和灵系列，胰岛素类似物如门冬胰岛素、门冬胰岛素30、还有地特胰岛素注射液。按作用时间的特点：速效胰岛素类似物、短效胰岛素、中效胰岛素、长效胰岛素（包括长效胰岛素类似物）和预混胰岛素（预混胰岛素类似物），常见速效胰岛素类似物如门冬胰岛素，长效胰岛素类似物如地特胰岛素。临床试验证明，胰岛素类似物在模拟生理性胰岛素分泌和减少低血糖发生的危险性方面优于人胰岛素。

## 延伸閱讀
- Laws GM, Reaven A. . Totowa, NJ: Humana Press. 1999. ISBN 0-89603-588-3. doi:10.1226/0896035883.
- Leahy JL, Cefalu WT.  1st. New York: Marcel Dekker. 2002-03-22. ISBN 0-8247-0711-7.
- Kumar S, O'Rahilly S. . Chichester, England: Wiley. 2005-01-14. ISBN 0-470-85008-6.
- Ehrlich A, Schroeder CL.  4th. Thomson Delmar Learning. 2000-06-16. ISBN 0-7668-1297-9.
- Draznin, Boris; LeRoith, Derek. . Totowa, New Jersey: Humana Press. September 1994. ISBN 0-89603-286-8. doi:10.1226/0896032868.
- Famous Canadian Physicians: Sir Frederick Banting at Library and Archives Canada
- McKeage K, Goa KL. . Drugs. 2001, 61 (11): 1599–624. PMID 11577797. doi:10.2165/00003495-200161110-00007.

## 外部連結
- Insulin: entry from protein databank
- The History of Insulin（页面存档备份，存于）
- CBC Digital Archives - Banting, Best, Macleod, Collip: Chasing a Cure for Diabetes （页面存档备份，存于）
- Discovery and Early Development of Insulin, 1920–1925 （页面存档备份，存于）
- Secretion of Insulin and Glucagon
- Insulin signaling pathway （页面存档备份，存于）
- Animations of insulin's action in the body at AboutKidsHealth.ca
- Types of Insulin for Diabetes Treatment （页面存档备份，存于） at ApolloSugar.com